# Adrian Pertl
Adrian Pertl (* 22. April 1996 in Sankt Veit an der Glan, Kärnten) ist ein österreichischer Skirennläufer. Er gehört aktuell dem Nationalkader des Österreichischen Skiverbandes an und ist auf die technischen Disziplinen Slalom und Riesenslalom spezialisiert.

## Biografie
Adrian Pertl stammt aus Reichenau und startet für den WSV Reichenau-Turracher Höhe. Im Alter von 15 Jahren bestritt er seine ersten FIS-Rennen. 2013 nahm er am Europäischen Olympischen Winter-Jugendfestival in Poiana Brașov teil, konnte aber beide Rennen nicht beenden. Danach wurde er erstmals in den Nationalkader des ÖSV aufgenommen. Sein Europacup-Debüt gab er im Jänner 2016 in Radstadt, konnte sich aber lange nicht auf den vorderen Rängen klassieren. Sein erstes Top-10-Resultat gelang ihm im Jänner 2020 mit Rang fünf im Slalom von Vaujany. Im Februar 2017 nahm er an den Juniorenweltmeisterschaften in Åre teil, wo er nach Rang sieben im Riesenslalom die Goldmedaille in seiner Paradedisziplin gewann. Im selben Jahr wurde er österreichischer Jugendmeister im Riesenslalom.
Am 23. Jänner 2018 gab Pertl beim Nightrace in Schladming sein Weltcup-Debüt. Erstmals für einen zweiten Durchgang qualifizierte er sich am 26. Jänner 2020 in seinem fünften Rennen, dem Slalom am Kitzbüheler Ganslernhang, wo er mit Startnummer 73 nach Rang 24 im ersten Lauf mit Bestzeit im zweiten noch bis auf Rang acht vordrang. Eine Woche später feierte er im Slalom von Jaun seinen ersten Sieg im Europacup. Am 8. Februar 2020 fuhr er als Dritter im Slalom von Chamonix erstmals auf ein Weltcup-Podest. In der folgenden Saison qualifizierte er sich mit einem vierten Platz am selben Ort zum letztmöglichen Termin für die Weltmeisterschaften 2021 in Cortina d’Ampezzo. Nach Laufbestzeit im ersten Durchgang gewann er hinter Sebastian Foss Solevåg und vor Henrik Kristoffersen die Silbermedaille.
Im ersten Durchgang des Riesenslaloms von Val-d’Isère am 11. Dezember 2021 erlitt Pertl einen Kreuzbandriss und eine Meniskusverletzung im rechten Knie. Damit war die Saison 2021/22 für ihn vorzeitig beendet. Bei den Weltmeisterschaften 2023 in Courchevel/Méribel verpasste er als Vierter des Parallelrennens nur knapp einen Medaillengewinn.
Adrian Pertl ist Leistungssportler des Heeressportzentrums des Österreichischen Bundesheers im Rang eines Korporals.

### Persönliches
Am 20. Juni 2024 heiratete er seine langjährige Freundin Anna. Im Oktober 2024 wurden sie erstmals Eltern.

## Erfolge

### Weltmeisterschaften
- Cortina d’Ampezzo 2021: 2. Slalom
- Courchevel/Méribel 2023: 4. Parallelrennen, 12. Slalom

### Weltcup
- 9 Platzierungen unter den besten zehn in Einzelrennen, davon 1 Podestplatz
- 2 Podestplätze in Mannschaftswettbewerben

### Weltcupwertungen
| Saison  | Gesamt | Gesamt | Riesenslalom | Riesenslalom | Slalom | Slalom | Parallel | Parallel |
| Saison  | Platz  | Punkte | Platz        | Punkte       | Platz  | Punkte | Platz    | Punkte   |
| ------- | ------ | ------ | ------------ | ------------ | ------ | ------ | -------- | -------- |
| 2019/20 | 76.    | 92     | –            | –            | 23.    | 92     | –        | –        |
| 2020/21 | 30.    | 260    | 37.          | 22           | 15.    | 188    | 4.       | 50       |
| 2021/22 | 104.   | 40     | –            | –            | –      | –      | 6.       | 40       |
| 2022/23 | 54.    | 144    | -            | –            | 22.    | 144    | -        | -        |
| 2023/24 | 92.    | 47     | -            | –            | 32.    | 47     | -        | -        |
| 2024/25 | 76.    | 86     | -            | –            | 27.    | 86     | -        | -        |

### Europacup
- Saison 2019/20: 8. Slalomwertung
- 2 Podestplätze, davon 1 Sieg:

| Datum           | Ort  | Land    | Disziplin |
| --------------- | ---- | ------- | --------- |
| 1. Februar 2020 | Jaun | Schweiz | Slalom    |

### Juniorenweltmeisterschaften
- Åre 2017: 1. Slalom, 7. Riesenslalom

### Weitere Erfolge
- 2 österreichischer Meistertitel (Kombination 2021, Riesenslalom 2024)
- Dritter der österreichischen Meisterschaften im Slalom 2019
- Österreichischer Jugendmeister im Riesenslalom 2017
- 8 Siege in FIS-Rennen